# Violet Wilkey
Violet Wilkey (St. Louis, 10 gennaio 1903 – North Hollywood, 5 giugno 1976) è stata un'attrice statunitense, attiva come attrice bambina nel cinema muto americano dal 1914 al 1917 (tra gli 11 e i 14 anni d'età).

## Biografia
Violet Wilkey nasce a St. Louis, da padre inglese e madre americana. Fa il suo debutto cinematografico all'età di 11 anni in un cortometraggio drammatico del 1914 intitolato The Old Maid con l'attrice Blanche Sweet. Negli anni successivi prende parte ad un totale di 18 pellicole al fianco di attori famosi dell'epoca come Spottiswoode Aitken, Mary Alden e Jack Conway.
Oggi è probabilmente meglio ricordata per la sua interpretazione, in scene di flashback, del personaggio di Flora Camerum da bambina nel classico di D.W. Griffith Nascita di una nazione (1915). Il regista la scelse anche per la grande somiglianza con l'attrice Mae Marsh, interprete del personaggio da adulta.
Tra gli altri film si segnalano The Burned Hand (1915), una delle prime opere dirette da Tod Browning; il dramma The Children Pay (1916), con Lillian Gish; e Cheerful Givers (1917), con Bessie Love e Kenneth Harlan.
L'ultima interpretazione di Wilkey, a 14 anni, è nella commedia drammatica del 1917 Rebecca of Sunnybrook Farm, diretta da Marshall Neilan, con Mary Pickford nel ruolo della protagonista.
Trascorsa la sua vita lontano dal mondo del cinema, muore a North Hollywood in California nel 1976, all'età di 73 anni.

## Riconoscimenti
- Young Hollywood Hall of Fame (1908-1919)

## Filmografia

### Cortometraggi
- The Old Maid, regia di John B. O'Brien (1914)
- The Little Mother (1915)
- Mike's Elopement (1915)
- Hearts United (1915)
- The Burned Hand, regia di Tod Browning (1915)
- A Bad Man and Others, regia di Raoul Walsh (1915)
- The Healers (1915)
- Her Fairy Prince (1915)
- The Little Orphans, regia di John Gorman (1915)
- The Kinship of Courage (1915)
- Father and Son (1915)
- The Wayward Son, regia di Francis Powers (1915)

### Lungometraggi
- Nascita di una nazione (The Birth of a Nation), regia di D.W. Griffith (1915)
- The Outcast, regia di John B. O'Brien (1915)
- Little Miss Nobody, regia di John Gorman (1916)
- The Children Pay, regia di Lloyd Ingraham (1916)
- Cheerful Givers, regia di Paul Powell (1917)
- Rebecca of Sunnybrook Farm, regia di Marshall Neilan (1917)